# Bildungszentrum für informationsverarbeitende Berufe
Das Bildungszentrum für informationsverarbeitende Berufe ist ein eingetragener, gemeinnütziger Verein, der 1972 in Paderborn gegründet wurde. Vorläufer war der 1971 gegründete "Schulverein zur Förderung der Aus- und Weiterbildung in datenverarbeitenden Berufen e. V." Wesentlich beteiligt an der Gründung war Heinz Nixdorf.

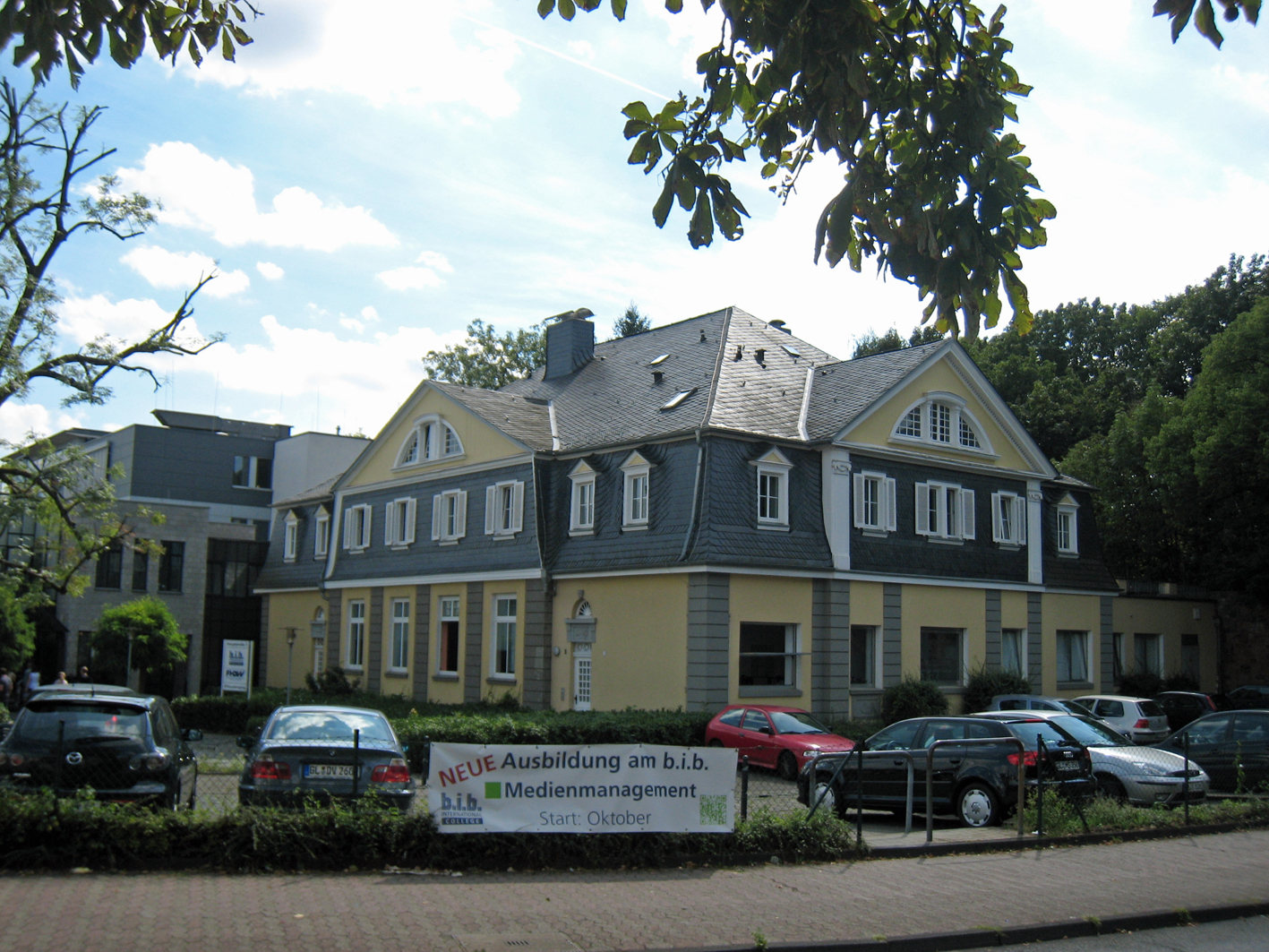
Das Empfangsgebäude des ehemaligen Bahnhofs in Gronau ist Standort der Niederlassung Bergisch Gladbach

Der Verein ist Träger des bib International College, der Fachhochschule der Wirtschaft (FHDW) und der Fachhochschule für die Wirtschaft Hannover (FHDW). Der Vereinssitz ist Paderborn.
Das bib International College ist ansässig in Paderborn und Bergisch Gladbach. Der Standort in Hannover wurde zum 31. August 2020 geschlossen. Ab 1990 gab es auch einen Standort in Görlitz, der aber später auch aufgegeben wurde.
Das bib bietet Bewerbern mit mittlerem Bildungsabschluss, Fachhochschulreife oder Abitur Ausbildungs- und Studienmöglichkeiten in den Bereichen Informatik, Wirtschaft, Mediendesign und Game. Nach der Ausbildung besteht die Möglichkeit, an einer der Partnerhochschulen des bib einen internationalen Bachelor-Abschluss zu erwerben.
In allen Ausbildungen absolvieren die Studierenden bis zu dreimonatige Praxisphasen in Unternehmen, in denen sie Projekte bearbeiten. In Paderborn unterhält das bib eine IT-Berufsschule, zu der Unternehmen aus allen Bundesländern ihre Auszubildenden anmelden können. Standorte der Berufsfachschule sind Paderborn und Bergisch Gladbach.
Die FHDW bietet Bachelor- und Master-Studiengänge auf den Gebieten der Betriebswirtschaft und Wirtschaftsinformatik an. Im dualen Bachelor-Studium wechseln die Studierenden quartalsweise zwischen Hochschule und Unternehmen. Neben Paderborn gibt es Standorte der FHDW in Bergisch Gladbach, Bielefeld, Marburg und Mettmann sowie in Hannover.
Seit 1997 setzt das Bildungszentrum für informationsverarbeitende Berufe ein Qualitätsmanagementsystem ein und erhielt 1998 als erster deutscher Bildungsdienstleister das Zertifikat nach DIN EN ISO 9001.